# Daphnella canaliculata
Daphnella canaliculata é uma espécie de gastrópode do gênero Daphnella, pertencente a família Raphitomidae.